# Kanda Gokura-cho Shokunin-banashi
Kanda Gokura-cho Shokunin-banashi (яп. 神田ごくら町職人ばなし канда гокуратё сёкунин банаси, «Сказ о ремесленниках квартала Канда Гокура-тё») — японская манга, написанная и проиллюстрированная Акихито Сакауэ. С октября 2020 по февраль 2022 года она публиковалась в журнале Comic Ran издательства Leed Publishing. С октября 2022 года еженедельно публикуется на веб-сайте Torch Web. По состоянию на август 2023 года выпущен один том.

## Публикация
Манга, написанная и проиллюстрированная Акихито Сакауэ, начала публиковаться в журнале Comic Ran издательства Leed Publishing 27 октября 2020 года, нерегулярно публикуясь до 28 февраля 2022 года. С 19 октября 2022 года еженедельно публикуется на веб-сайте Torch Web. По состоянию на август 2023 года был выпущен один том.

### Список томов
| № | Дата выпуска         | ISBN в Японии     |
| - | -------------------- | ----------------- |
| 1 | 31 августа 2022 года | 978-4-84-586163-7 |

## Отзывы
Сэйхэй Накадзё из «Асахи симбун» высоко оценил иллюстрации и сюжет, особенно сеттинг. Кё Фурубаяси из Da Vinci отметил, что манга хорошо проработана. Он также похвалил сеттинг, иллюстрации и персонажей.

## Награды
В 2024 году в справочнике «Kono Manga ga Sugoi!» Kanda Gokura-cho Shokunin-banashi заняла третье место в категории «Лучшая манга для мужчин». В том же году манга заняла третье место премии «Манга тайсё» и получила «Приз новому автору» культурной премии имени Осаму Тэдзуки.